# 莎拉·韦斯科特-威廉姆斯
莎拉·A·韦斯科特-威廉姆斯（Sarah A. Wescot-Williams，1956年4月8日—）是圣马丁民主党党首和第一任荷屬聖馬丁總理。她的政党只在2010年圣马丁岛换届选举中争取到两个席位，但她被人民党和民主党联盟协议选为总理。
在2012年4月第一届韦斯科特-威廉姆斯内阁倒台之后，她又在5月21日被选为第二届内阁的总理。2014年12月19日马塞尔·冈布斯接替韦斯科特-威廉姆斯成为新一任总理。